# Boòtids
Els boòtids són una pluja de meteors que es dona entre el 26 de juny i el 2 de juliol de cada any amb un pic màxim el 27 o el 28 de juny. El seu radiant es troba a la constel·lació dels bover. En la majoria d'anys, la seva activitat és feble, amb una taxa horària zenital d'1 o 2. Tot i això, s'han observat esclats ocasionals, com ara l'esclat de 1916, que va cridar l'atenció dels observadors sobre la pluja de meteors, mai abans registrada. L'esclat més recent es va donar l'any 1998, quan la THZ va arribar a 100.
Aquesta pluja de meteors es dona quan la Terra creua l'òrbita del cometa Pons-Winnecke, un cometa de període curt que orbita el Sol un cop cada 6,37 anys.